# Župnija Loka pri Zidanem Mostu
Župnija Loka pri Zidanem mostu je rimskokatoliška teritorialna župnija Dekanije Laško Škofije Celje.
Do 7. aprila 2006, ko je bila ustanovljena Škofija Celje, je bila župnija del Savskega naddekanata Škofije Maribor.

## Sakralni objekti
| #  | Slika                     | Cerkev                          | Kraj                   |
| -- | ------------------------- | ------------------------------- | ---------------------- |
| 1. | Klikni za spremembo slike | Cerkev sv. Helene               | Loka pri Zidanem Mostu |
| 2. | Klikni za spremembo slike | Cerkev sv. Duha                 | Čelovnik               |
| 3. | Klikni za spremembo slike | Cerkev sv. Fabijana in Boštjana | Radež                  |
| 4. | Klikni za spremembo slike | Cerkev sv. Jurija               | Šentjur na Polju       |
| 5. | Klikni za spremembo slike | Cerkev sv. Kancijana            | Polana                 |